# Tournoi de clôture du championnat du Mexique de football 2007
Navigation
Saison précédente Saison suivante
Le Tournoi Clausura 2007 est le vingt-deuxième tournoi saisonnier disputé au Mexique.
C'est cependant la 77e fois que le titre de champion du Mexique est remis en jeu.
Lors de ce tournoi, le Chivas de Guadalajara a tenté de conserver son titre de champion du Mexique face aux dix-sept meilleurs clubs mexicains.
Chacun des dix-huit clubs participant au championnat était confronté une fois aux dix-sept autres. Puis les meilleurs se sont affrontés lors d'une phase finale à la fin de la saison.
Seulement une place était qualificatives pour la Coupe des champions de la CONCACAF également qualificative pour la SuperLiga, une pour la Copa Sudamericana et huit pour l'InterLiga (en).

## Les 18 clubs participants
| \| Mexico: Club América CF Atlante CD Cruz Azul Pumas UNAM Guadalajara: CF Atlas Chivas de Guadalajara Club Necaxa Deportivo Veracruz Guadalajara UAG Tecos CF Monterrey Tigres UANL CF Pachuca CA Monarcas Morelia San Luis FC Deportivo Toluca FC Club Santos Laguna Jaguares de Chiapas I Mexico Querétaro FC \| Localisation des clubs. |
| Mexico: Club América CF Atlante CD Cruz Azul Pumas UNAM Guadalajara: CF Atlas Chivas de Guadalajara Club Necaxa Deportivo Veracruz Guadalajara UAG Tecos CF Monterrey Tigres UANL CF Pachuca CA Monarcas Morelia San Luis FC Deportivo Toluca FC Club Santos Laguna Jaguares de Chiapas I Mexico Querétaro FC                               |

| Club                  | Stade                        | Capacité | Ville                    |
| Club América          | Stade Azteca                 | 105 064  | Mexico                   |
| CF Atlante            | Stade Azteca                 | 105 064  | Mexico                   |
| CF Atlas              | Stade Jalisco                | 56 713   | Guadalajara              |
| CD Cruz Azul          | Stade Azul                   | 35 161   | Mexico                   |
| UAG Tecos             | Stade Tres de Marzo          | 22 000   | Zapopan                  |
| Chivas de Guadalajara | Stade Jalisco                | 56 713   | Guadalajara              |
| Jaguares de Chiapas   | Stade Víctor Manuel Reyna    | 25 800   | Tuxtla Gutiérrez         |
| CF Monterrey          | Stade Tecnológico            | 33 485   | Monterrey                |
| CA Monarcas Morelia   | Stade Morelos                | 41 056   | Morelia                  |
| Club Necaxa           | Stade Victoria               | 25 000   | Aguascalientes           |
| CF Pachuca            | Stade Hidalgo                | 27 000   | Pachuca                  |
| Querétaro FC          | Stade Corregidora            | 34 130   | Santiago de Querétaro    |
| Pumas UNAM            | Stade Olímpico Universitario | 62 214   | Mexico                   |
| San Luis FC           | Stade Alfonso Lastras        | 25 000   | San Luis Potosí          |
| Santos Laguna         | Stade Corona                 | 18 000   | Torreón                  |
| Tigres UANL           | Stade Universitario          | 42 000   | San Nicolás de los Garza |
| Club Toluca           | Stade Nemesio Díez           | 27 000   | Toluca                   |
| Deportivo Veracruz    | Stade Luis de la Fuente      | 30 000   | Veracruz                 |

## Compétition
Le Tournoi Clausura s'est déroulé de la même façon que les tournois saisonniers précédents :
- La phase de qualification : dix-sept journées de championnat.
- La phase de barrages : des confrontations aller-retour qualificatives pour la phase finale.
- La phase finale : des confrontations aller-retour allant des quarts de finale à la finale.

### Phase de qualification
Lors de la phase de qualification les dix-huit équipes s'affrontent à une reprise selon un calendrier lié au Tournoi Apertura 2006 (les équipes ayant reçu lors de ce dernier se déplacent et inversement).
Les équipes sont divisées en trois groupes de six, les deux meilleures de chaque groupe sont directement qualifiées pour la phase finale. Les quatre équipes les mieux classées au classement général qui ne sont pas qualifiées pour la phase finale, sont qualifiées pour la phase de barrages.
Le classement est établi sur le barème de points classique (victoire à 3 points, match nul à 1, défaite à 0).
Le départage final se fait selon les critères suivants :
- Le nombre de points.
- La différence de buts générale.
- La différence de buts particulière.
- Le nombre de buts marqué à l'extérieur.
- Le tirage au sort.

#### Classement général
| Rang | Équipe                    | Pts | J  | G  | N  | P  | Bp | Bc | Diff |
| ---- | ------------------------- | --- | -- | -- | -- | -- | -- | -- | ---- |
| 1    | CF Pachuca                | 39  | 17 | 12 | 3  | 2  | 36 | 12 | +24  |
| 2    | Chivas de Guadalajara (T) | 31  | 17 | 9  | 4  | 4  | 27 | 14 | +13  |
| 3    | Club América              | 30  | 17 | 9  | 3  | 5  | 26 | 15 | +11  |
| 4    | CD Cruz Azul              | 28  | 17 | 8  | 4  | 5  | 22 | 17 | +5   |
| 5    | UAG Tecos                 | 25  | 17 | 6  | 7  | 4  | 30 | 23 | +7   |
| 6    | CF Atlas                  | 25  | 17 | 7  | 4  | 6  | 20 | 17 | +3   |
| 7    | San Luis FC               | 24  | 17 | 7  | 3  | 7  | 21 | 23 | -2   |
| 8    | Tigres UANL               | 23  | 17 | 6  | 5  | 6  | 17 | 20 | -3   |
| 9    | Santos Laguna             | 22  | 17 | 6  | 4  | 7  | 21 | 20 | +1   |
| 10   | CA Monarcas Morelia       | 22  | 17 | 7  | 1  | 9  | 23 | 25 | -2   |
| 11   | CF Atlante                | 21  | 17 | 6  | 3  | 8  | 21 | 27 | -6   |
| 12   | Pumas UNAM                | 20  | 17 | 3  | 11 | 3  | 19 | 18 | +1   |
| 13   | Club Toluca               | 19  | 17 | 3  | 10 | 4  | 15 | 17 | -2   |
| 14   | Querétaro FC (P)          | 19  | 17 | 4  | 7  | 6  | 15 | 20 | -5   |
| 15   | CF Monterrey              | 19  | 17 | 5  | 4  | 8  | 17 | 23 | -6   |
| 16   | Jaguares de Chiapas       | 19  | 17 | 5  | 4  | 8  | 16 | 26 | -10  |
| 17   | Club Necaxa               | 18  | 17 | 4  | 6  | 7  | 19 | 26 | -7   |
| 18   | Deportivo Veracruz        | 12  | 17 | 3  | 3  | 11 | 11 | 33 | -22  |

| Légende : Qualifications et relégations | Légende : Qualifications et relégations                                     |
| --------------------------------------- | --------------------------------------------------------------------------- |
|                                         | Coupe des champions 2008 (Quart de finale) SuperLiga 2008 (Phase de groupe) |
|                                         | (T) : Tenant du titre (P) : Promu de la saison 2005-2006                    |

#### Matchs
| Résultats (▼dom., ►ext.)                                   | Amé | Atlt | Atls | Azu | Chi | Jag | Mon | Mor | Nec | Pac | Pum | Que | Lui | Lag | Tec | Tig | Tol | Ver |
| Club América                                               |     | 1-0  | 0-1  | 0-0 | 1-0 | 4-1 |     |     |     |     |     | 2-0 | 4-1 | 2-0 | 2-1 |     |     |     |
| CF Atlante                                                 |     |      |      | 1-0 | 0-3 |     | 2-0 |     | 3-0 | 1-4 | 1-1 | 3-1 |     |     | 2-2 |     |     |     |
| CF Atlas                                                   |     | 1-1  |      | 1-0 | 0-2 | 0-1 |     | 2-0 |     |     |     | 2-0 |     | 3-3 | 4-1 | 2-0 |     |     |
| CD Cruz Azul                                               |     |      |      |     | 1-2 |     |     | 3-2 |     | 3-2 |     | 0-0 |     |     | 1-0 | 3-0 | 0-0 | 4-2 |
| Chivas de Guadalajara                                      |     |      |      |     |     |     | 1-1 | 2-1 |     | 0-1 |     | 2-0 |     |     | 2-2 | 1-0 | 1-1 | 4-0 |
| Jaguares de Chiapas                                        |     | 2-1  |      | 2-2 | 1-0 |     |     | 2-1 |     |     |     | 2-0 |     | 1-1 | 1-1 | 2-3 |     | 0-2 |
| CF Monterrey                                               | 1-0 |      | 2-0  | 1-2 |     | 2-0 |     |     | 2-2 |     | 0-1 |     | 3-2 | 1-0 |     |     |     |     |
| CA Monarcas Morelia                                        | 2-1 | 3-1  |      |     |     |     | 1-0 |     | 0-1 | 0-1 | 2-1 |     |     |     |     | 0-0 | 2-1 | 5-0 |
| Club Necaxa                                                | 1-2 |      | 2-1  | 0-2 | 2-4 | 3-1 |     |     |     |     | 1-1 |     | 1-2 | 1-0 |     |     |     |     |
| CF Pachuca                                                 | 1-0 |      | 4-2  |     |     | 3-0 | 4-0 |     | 1-1 |     | 0-0 |     | 3-0 | 1-0 |     |     |     |     |
| Pumas UNAM                                                 | 1-1 |      | 0-0  | 0-1 | 0-0 | 2-0 |     |     |     |     |     | 3-3 | 1-1 | 2-1 |     |     |     |     |
| Querétaro FC                                               |     |      |      |     |     |     | 2-1 | 3-1 | 2-0 | 0-0 |     |     |     |     | 2-2 | 2-1 | 0-0 | 0-0 |
| San Luis FC                                                |     | 3-0  | 1-0  | 2-0 | 1-0 | 1-0 |     | 1-2 |     |     |     | 1-0 |     | 2-3 | 0-2 |     |     |     |
| Santos Laguna                                              |     | 3-0  |      | 2-0 | 2-3 |     |     | 2-1 |     |     |     | 0-0 |     |     | 1-1 | 0-1 | 2-1 | 1-0 |
| UAG Tecos                                                  |     |      |      |     |     |     | 2-0 | 4-0 | 2-1 | 3-4 | 2-2 |     |     |     |     | 2-1 | 0-0 | 3-0 |
| Tigres UANL                                                | 1-0 | 1-0  |      |     |     |     | 3-3 |     | 1-1 | 2-0 | 1-1 |     | 1-1 |     |     |     | 0-2 | 1-0 |
| Club Toluca                                                | 2-2 | 2-4  | 0-0  |     |     | 0-0 | 1-0 |     | 1-1 | 0-2 | 2-2 |     | 1-1 |     |     |     |     |     |
| Deportivo Veracruz                                         | 2-4 | 0-1  | 0-1  |     |     |     | 0-0 |     | 1-1 | 0-5 | 2-1 |     | 2-1 |     |     |     | 0-1 |     |
| - Victoire à domicile - Match nul - Victoire à l'extérieur |     |      |      |     |     |     |     |     |     |     |     |     |     |     |     |     |     |     |

#### Classements qualificatifs
La qualification pour la "Liguilla" se fait au travers des groupes régionaux. Les deux premiers de chaque groupe sont qualifiés directement. Les quatre meilleures équipes tous groupes confondus qui ne sont pas déjà qualifiées se qualifient pour la phase de barrages.
| Rang | Club                      | Pts | J  | Diff |
| 1    | Chivas de Guadalajara (T) | 31  | 17 | +13  |
| 2    | CD Cruz Azul              | 28  | 17 | +5   |
| 3    | CF Atlas                  | 25  | 17 | +3   |
| 4    | Querétaro FC (P)          | 19  | 17 | -5   |
| 5    | Jaguares de Chiapas       | 19  | 17 | -10  |
| 6    | Club Necaxa               | 18  | 17 | -7   |

| Rang | Club               | Pts | J  | Diff |
| 1    | CF Pachuca         | 39  | 17 | +24  |
| 2    | UAG Tecos          | 25  | 17 | +7   |
| 3    | San Luis FC        | 24  | 17 | -2   |
| 4    | CF Atlante         | 21  | 17 | -6   |
| 5    | CF Monterrey       | 19  | 17 | -6   |
| 6    | Deportivo Veracruz | 12  | 17 | -22  |

| Rang | Club                | Pts | J  | Diff |
| 1    | Club América        | 30  | 17 | +11  |
| 2    | Tigres UANL         | 23  | 17 | -3   |
| 3    | Santos Laguna       | 22  | 17 | +1   |
| 4    | CA Monarcas Morelia | 22  | 17 | -2   |
| 5    | Pumas UNAM          | 20  | 17 | +1   |
| 6    | Club Toluca         | 19  | 17 | -2   |

#### Classement cumulé
| Rang | Équipe                | Pts | J  | G  | N  | P  | Bp | Bc | Diff |
| ---- | --------------------- | --- | -- | -- | -- | -- | -- | -- | ---- |
| 1    | CF Pachuca            | 65  | 34 | 19 | 8  | 7  | 68 | 34 | +34  |
| 2    | Club América          | 59  | 34 | 17 | 8  | 9  | 47 | 30 | +17  |
| 3    | CD Cruz Azul          | 58  | 34 | 17 | 7  | 10 | 49 | 37 | +12  |
| 4    | Chivas de Guadalajara | 57  | 34 | 16 | 9  | 9  | 53 | 32 | +21  |
| 5    | CF Atlas              | 52  | 34 | 14 | 10 | 10 | 45 | 36 | +9   |
| 6    | Pumas UNAM            | 49  | 34 | 11 | 16 | 7  | 40 | 29 | +11  |
| 7    | Club Toluca           | 46  | 34 | 10 | 16 | 8  | 42 | 33 | +9   |
| 8    | CF Monterrey          | 46  | 34 | 12 | 10 | 12 | 44 | 44 | 0    |
| 9    | CA Monarcas Morelia   | 45  | 34 | 14 | 3  | 17 | 47 | 51 | -4   |
| 10   | San Luis FC           | 44  | 34 | 13 | 8  | 13 | 35 | 35 | 0    |
| …    |                       |     |    |    |    |    |    |    |      |

| Légende : Qualifications et relégations | Légende : Qualifications et relégations                            |
| --------------------------------------- | ------------------------------------------------------------------ |
|                                         | Copa Sudamericana 2007 (Huitième de finale) et InterLiga 2008 (en) |
|                                         | InterLiga 2008 (en)                                                |

#### Classement de relégation
Depuis la saison 1991/92, la relégation dans le championnat mexicains se fait selon la règle du pourcentage. Ainsi à la fin de la saison (succession de deux tournois) un classement est établi en divisant le nombre de points acquis par le nombre de matchs joués sur les trois dernières saisons. L'équipe reléguée est bien évidemment la dernière de ce classement.
| Rang | Club                      | Pts Aper 04 | Pts Claus 05 | Pts Aper 05 | Pts Claus 06 | Pts Aper 06 | Pts Claus 07 | Total | Matchs | Moyenne |
| 1    | CF Pachuca                | 32          | 20           | 28          | 31           | 26          | 39           | 176   | 102    | 1.7254  |
| 2    | Club América              | 20          | 30           | 38          | 21           | 29          | 30           | 168   | 102    | 1.6470  |
| 3    | CD Cruz Azul              | 16          | 31           | 30          | 30           | 30          | 28           | 165   | 102    | 1.6176  |
| 4    | Club Toluca               | 32          | 23           | 30          | 24           | 27          | 19           | 155   | 102    | 1.5196  |
| 5    | CF Monterrey              | 27          | 27           | 35          | 18           | 27          | 19           | 153   | 102    | 1.5000  |
| 6    | Chivas de Guadalajara (T) | 29          | 25           | 19          | 23           | 26          | 31           | 153   | 102    | 1.5000  |
| 7    | CA Monarcas Morelia       | 22          | 35           | 20          | 22           | 23          | 22           | 144   | 102    | 1.4117  |
| 8    | Jaguares de Chiapas       | 18          | 22           | 23          | 30           | 23          | 19           | 135   | 102    | 1.3235  |
| 9    | CF Atlas                  | 31          | 11           | 21          | 20           | 27          | 25           | 135   | 102    | 1.3235  |
| 10   | Club Necaxa               | 21          | 28           | 31          | 18           | 17          | 18           | 133   | 102    | 1.3039  |
| 11   | CF Atlante                | 24          | 20           | 15          | 27           | 23          | 21           | 130   | 102    | 1.2745  |
| 12   | UAG Tecos                 | 16          | 29           | 24          | 22           | 13          | 25           | 129   | 102    | 1.2647  |
| 13   | San Luis FC               | 0           | 0            | 16          | 25           | 20          | 24           | 85    | 68     | 1.2500  |
| 14   | Tigres UANL               | 23          | 24           | 22          | 21           | 14          | 23           | 127   | 102    | 1.2450  |
| 15   | Pumas UNAM                | 23          | 14           | 16          | 22           | 29          | 20           | 124   | 102    | 1.2156  |
| 16   | Deportivo Veracruz        | 35          | 14           | 15          | 20           | 26          | 12           | 122   | 102    | 1.1960  |
| 17   | Santos Laguna             | 18          | 28           | 20          | 18           | 11          | 22           | 117   | 102    | 1.1470  |
| 18   | Querétaro FC (P)          | 0           | 0            | 0           | 0            | 18          | 19           | 37    | 34     | 1.0882  |

### La phase de barrages
Les quatre équipes qualifiées s'affrontent d'après leur classement général, le meilleur affrontant le moins bon et ainsi de suite. L'équipe la moins bien classée accueille lors du match aller et la meilleure lors du match retour.
En cas d'égalité, c'est l'équipe la mieux classée qui se qualifie.
| Club            | Aller | Retour | Club                     | Commentaire |
| CF Atlas (6)    | 1-1   | 0-0    | CA Monarcas Morelia (10) |             |
| San Luis FC (7) | 1-0   | 0-2    | Santos Laguna (9)        |             |

### La "Liguilla"
Les huit équipes qualifiées sont réparties dans le tableau final d'après leur classement général, le premier affrontant le huitième et ainsi de suite, la même opération est effectuée une fois que l'on connait les quatre demi-finalistes pour le tirage de ce deuxième tour. L'équipe la moins bien classée accueille lors du match aller et la meilleure lors du match retour.
En cas d'égalité lors des deux premiers tours, c'est l'équipe la mieux classée qui se qualifie. Par contre lors de la finale, si les deux équipes sont à égalité sur la somme des deux matchs des prolongations puis une séance de tirs au but ont lieu.

#### Tableau
|  |                       |               |               |               |                       |     |   |            |            |            |            |            |     |   |        |        |        |        |        |  |  |
|  | 1/4 de finale         | 1/4 de finale | 1/4 de finale | 1/4 de finale | 1/4 de finale         |     |   | 1/2 finale | 1/2 finale | 1/2 finale | 1/2 finale | 1/2 finale |     |   | Finale | Finale | Finale | Finale | Finale |  |  |
|  |                       |               |               |               |                       |     |   |            |            |            |            |            |     |   |        |        |        |        |        |  |  |
|  |                       |               |               |               |                       |     |   |            |            |            |            |            |     |   |        |        |        |        |        |  |  |
|  | CF Pachuca            | (1)           |               |               |                       |     |   |            |            |            |            |            |     |   |        |        |        |        |        |  |  |
|  | CF Pachuca            | (1)           |               |               |                       |     |   |            |            |            |            |            |     |   |        |        |        |        |        |  |  |
|  | Santos Laguna         | (9)           |               |               |                       |     |   |            |            |            |            |            |     |   |        |        |        |        |        |  |  |
|  | Santos Laguna         | (9)           | CF Pachuca    | (1)           | 3                     |     |   |            |            |            |            |            |     |   |        |        |        |        |        |  |  |
|  |                       |               |               |               |                       |     |   |            |            |            |            |            |     |   |        |        |        |        |        |  |  |
|  |                       |               | CD Cruz Azul  | (4)           | 1                     |     |   |            |            |            |            |            |     |   |        |        |        |        |        |  |  |
|  | CD Cruz Azul          | (4)           | CD Cruz Azul  | (4)           | 1                     | 1   | 1 |            |            |            |            |            |     |   |        |        |        |        |        |  |  |
|  | CD Cruz Azul          | (4)           |               |               |                       |     |   |            |            |            |            |            |     |   |        |        |        |        |        |  |  |
|  | UAG Tecos             | (5)           | 0             | 0             |                       |     |   |            |            |            |            |            |     |   |        |        |        |        |        |  |  |
|  | UAG Tecos             | (5)           | 0             | 0             |                       |     |   |            |            |            |            | CF Pachuca | (1) | 2 | 1      |        |        |        |        |  |  |
|  |                       |               |               |               |                       |     |   |            |            |            |            | CF Pachuca | (1) | 2 | 1      |        |        |        |        |  |  |
|  |                       | Club América  | (3)           | 1             | 1                     |     |   |            |            |            |            |            |     |   |        |        |        |        |        |  |  |
|  | Chivas de Guadalajara | Club América  | (3)           | 1             | 1                     | (2) | 3 | 3          |            |            |            |            |     |   |        |        |        |        |        |  |  |
|  | Chivas de Guadalajara |               |               |               |                       |     | 3 | 3          |            |            |            |            |     |   |        |        |        |        |        |  |  |
|  | Tigres UANL           | (8)           | 1             | 2             |                       |     |   |            |            |            |            |            |     |   |        |        |        |        |        |  |  |
|  | Tigres UANL           | (8)           | 1             | 2             | Chivas de Guadalajara | (2) | 0 | 0          |            |            |            |            |     |   |        |        |        |        |        |  |  |
|  |                       |               |               |               |                       | (2) | 0 | 0          |            |            |            |            |     |   |        |        |        |        |        |  |  |
|  |                       |               | Club América  | (3)           | 1                     | 1   |   |            |            |            |            |            |     |   |        |        |        |        |        |  |  |
|  | Club América          | (3)           | Club América  | (3)           | 1                     | 1   | 3 | 4          |            |            |            |            |     |   |        |        |        |        |        |  |  |
|  | Club América          | (3)           |               |               |                       |     | 3 | 4          |            |            |            |            |     |   |        |        |        |        |        |  |  |
|  | CF Atlas              | (6)           | 3             | 1             |                       |     |   |            |            |            |            |            |     |   |        |        |        |        |        |  |  |
|  | CF Atlas              | (6)           | 3             | 1             |                       |     |   |            |            |            |            |            |     |   |        |        |        |        |        |  |  |

#### Quarts de finale
| Club                  | Aller | Retour | Club          | Commentaire |
| CF Pachuca            | 1-1   | 1-1    | Santos Laguna |             |
| CD Cruz Azul          | 1-0   | 1-0    | UAG Tecos     |             |
| Chivas de Guadalajara | 3-1   | 3-2    | Tigres UANL   |             |
| Club América          | 3-3   | 4-1    | CF Atlas      |             |

#### Demi-finales
La demi-finale retour opposant le CF Pachuca au CD Cruz Azul n'a pas eu lieu à cause de l'affaire de dopage de Salvador Carmona. En effet ce joueur était accusé de dopage avant la demi-finale aller, mais malgré cela, l'entraineur du CD Cruz Azul, Isaac Mizrahi, l'a fait jouer. La FEMEXFUT a alors pris la décision de suspendre le club pour la demi-finale retour, qualifiant ainsi directement le CF Pachuca pour la finale.
| Club                  | Aller | Retour | Club         | Commentaire |
| CF Pachuca            | 3-1   | 0-0    | CD Cruz Azul |             |
| Chivas de Guadalajara | 0-1   | 0-1    | Club América |             |

#### Finale
| Match aller | Club América                 | 1:2   | CF Pachuca                                    | Stade Azteca |  |
| 25 mai      | Cuauhtemoc Blanco 82e (pen.) | (0:0) | Juan Carlos Cacho 53e · Juan Carlos Cacho 75e |              |  |

| Match retour | CF Pachuca            | 1:1   | Club América          | Stade Hidalgo |  |
| 27 mai       | Juan Carlos Cacho 82e | (0:0) | Cuauhtemoc Blanco 68e |               |  |

## Bilan du tournoi
| Tableau d'Honneur     |            |
| Compétition           | Vainqueur  |
| Tournoi Clausura 2007 | CF Pachuca |

| Qualifications continentales 2007-2008 | |
| Coupe des champions de la CONCACAF     | Qualifiés                                                                                              |
| Quart de finale                        | CF Pachuca                                                                                             |
| Copa Sudamericana                      | Qualifiés                                                                                              |
| Huitième de finale                     | Club América                                                                                           |
| SuperLiga                              | Qualifiés                                                                                              |
| Phase de groupes                       | CF Pachuca                                                                                             |
| InterLiga (en)                         | Qualifiés                                                                                              |
| Phase de groupe (en)                   | Club América CD Cruz Azul CF Atlas Pumas UNAM Club Toluca CF Monterrey CA Monarcas Morelia San Luis FC |

| Promotions et relégations  |              |
| Relégué en Liga de Ascenso | Querétaro FC |
| Promu de Liga de Ascenso   | CF Puebla    |

## Statistiques

### Buteurs
| Rang | Nom                | Équipe                | Buts |
| 1    | Omar Bravo         | Chivas de Guadalajara | 11   |
| 2    | Juan Carlos Cacho  | CF Pachuca            | 10   |
| 2    | Javier Cámpora     | Jaguares de Chiapas10 | 10   |
| 4    | Christian Giménez  | CF Pachuca            | 9    |
| 4    | Salvador Cabañas   | Club América          | 9    |
| 4    | Cuauhtémoc Blanco  | Club América          | 9    |
| 7    | Gustavo Biscayzacú | CF Atlante            | 8    |
| 7    | Richard Núñez      | CD Cruz Azul          | 8    |
| 9    | Hugo Droguett      | UAG Tecos             | 7    |
| 9    | Fernando Arce      | CA Monarcas Morelia   | 7    |